# Valentina Sánchez (Leichtathletin)
Valentina Sánchez (* 12. November 1999) ist eine argentinische Sprinterin und Hürdenläuferin.

## Sportliche Laufbahn
Erste Erfahrungen bei internationalen Meisterschaften sammelte Valentina Sánchez im Jahr 2015, als sie bei den Jugendweltmeisterschaften in Cali mit 14,40 s in der ersten Runde im 100-Meter-Hürdenlauf ausschied. Im Jahr darauf belegte sie bei den U18-Südamerikameisterschaften in Concordia in 14,08 s den vierten Platz und 2017 gewann sie bei den U20-Südamerikameisterschaften in Leonora in 15,07 s die Bronzemedaille über die Erwachsenenhürden und sicherte sich in 4:13,57 min auch die Bronzemedaille mit der argentinischen 4-mal-400-Meter-Staffel. Zudem wurde sie mit der 4-mal-100-Meter-Staffel in 48,29 s Fünfte. Anschließend schied sie bei den U20-Panamerikameisterschaften in Trujillo mit 15,32 s im Vorlauf über die Hürden aus. Auch bei den Südamerikameisterschaften 2019 in Lima verpasste sie mit 14,27 s den Finaleinzug, gewann aber in 45,65 s gemeinsam mit María Florencia Lamboglia, Noelia Martínez und María Victoria Woodward die Bronzemedaille in der 4-mal-100-Meter-Staffel hinter den Teams aus Brasilien und Kolumbien.
2018 wurde Sánchez argentinische Meisterin im 100-Meter-Hürdenlauf.

## Persönliche Bestzeiten
- 100 Meter: 12,24 s (+0,9 m/s), 31. März 2019 in Concepción del Uruguay
- 100 m Hürden: 13,98 s (−0,8 m/s), 5. Mai 2019 in Lima